# Ивановка (Панинский район)
Ива́новка — село в Панинском районе Воронежской области России.
Входит в состав Прогрессовского сельского поселения.

## Население
| 2000 | 2005 | 2010 |
| ---- | ---- | ---- |
| 140  | ↗145 | ↘107 |

## Улицы
В селе имеется одна улица — Ивановская